# Авеццана, Джузеппе
Джузеппе Авецана (итал. Giuseppe Avezzana; 1789, Кьери — 25 декабря 1879, Рим) — итальянский генерал и политик.

## Биография
В 1805 году вступил на воинскую службу в почетную гвардию, в рядах которой принимал участие в наполеоновских войнах.
В 1814 году Авецана в чине лейтенанта перешел в сардинскую армию.
В 1821 году вследствие участия в заговоре, имевшем целью введение конституции, бежал в Испанию, где поступил на службу.

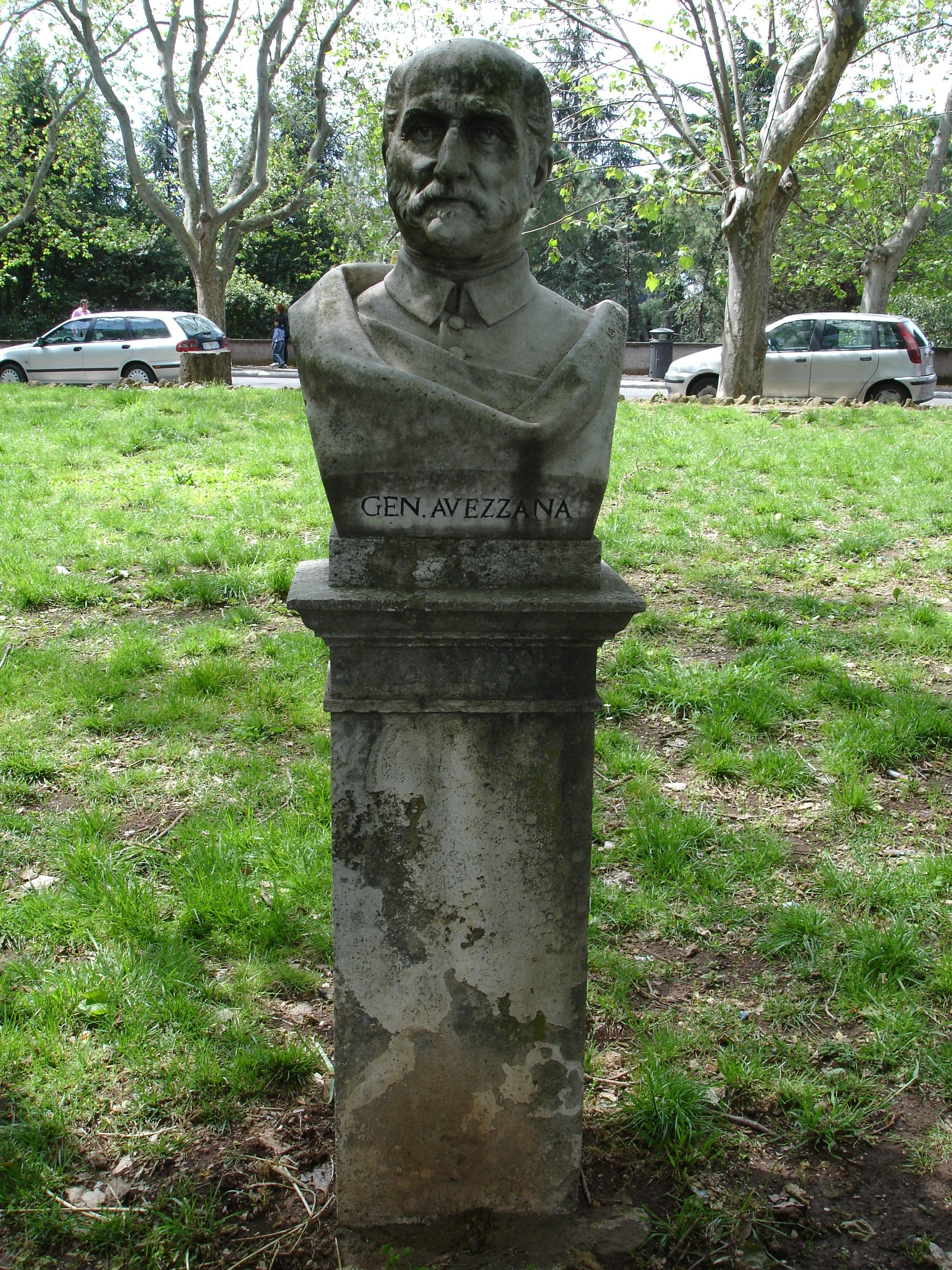
Бюст генералу

В 1824 году был взят в плен французами и сослан в Кайенну, откуда бежал в Мексику и, поселившись в качестве купца в Тампико, принимал активное участие в политической борьбе и был назначен командующим генералом в штате Тамаулипас.
В 1848 году вернулся в Италию, участвовал в Генуэзском восстании, занимал пост военного министра Римской республики, после падения которой бежал в Америку.
В 1860 году участвовал в походе Джузеппе Гарибальди на Сицилию, сражался при Вольтурно.
В 1867 году вместе с Гарибальди вступил в Папскую область; затем в качестве депутата итальянского парламента был очень деятельным членом радикальной партии.
В 1878 году стал во главе «Italia irredenta», добивался освобождения Южного Тироля и Истрии из-под владычества Австрии, но вскоре, 25 декабря 1879 года, скончался в Риме.
Похороны Джузеппе Авецана, которые происходили в итальянской столице 28 декабря, послужили для «Italia irredenta» поводом к антиавстрийской демонстрации.